# Flabellifera

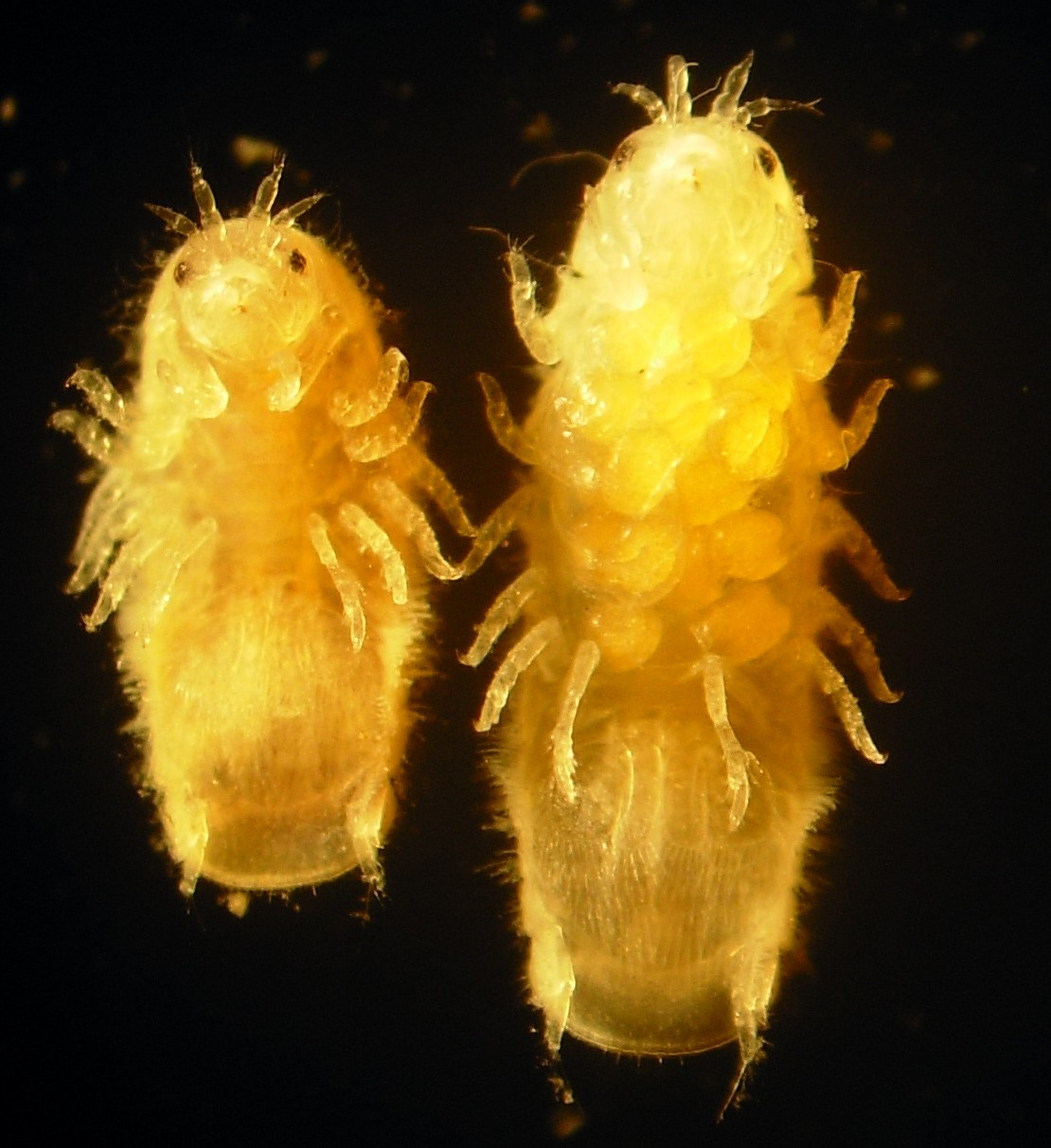
Limnoria quadripunctata, eine holzbohrende Assel aus der Gruppe der Flabellifera, links das Männchen, rechts das größere Weibchen

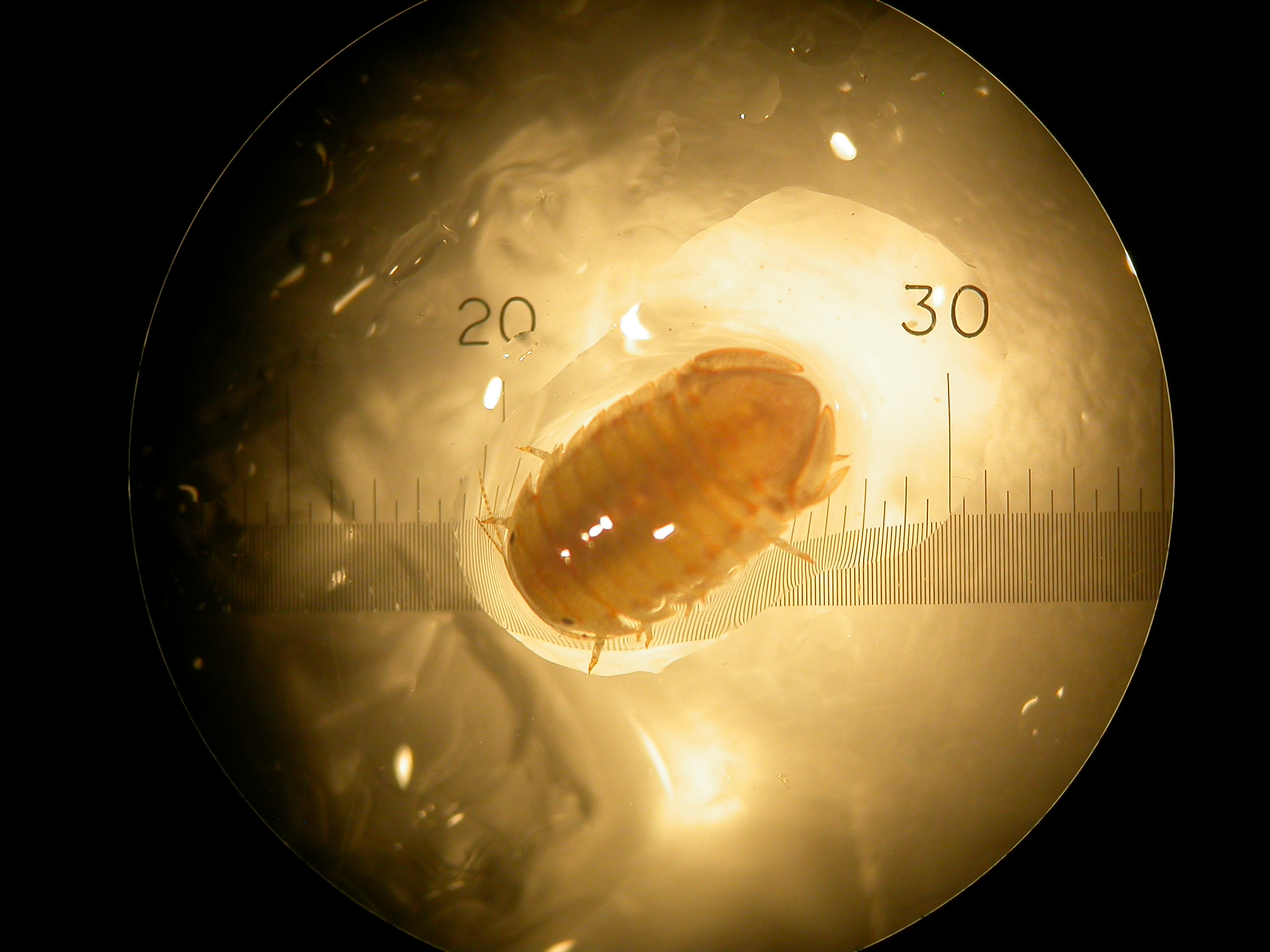
Männchen von Thermosphaeroma thermophilum aus der Socorro Isopod Propagation Facility

Als Flabellifera wird ein veraltetes Taxon innerhalb der Systematik der Asseln (Isopoda) bezeichnet. Dieses umfasste als zweitgrößte Unterordnung der Asseln mehr als 3000 unterschiedliche Arten. Es stellte sich jedoch heraus, dass die Gruppe nicht als monophyletisch anzusehen ist. Daher wurden ihre Familien ab 2003 auf die neu errichteten Unterordnungen Cymothoida, Limnoriidea, Sphaeromatidea und die beiden kleineren Unterordnungen Phoratopidea und Tainisopidea aufgeteilt. Gleichzeitig wurden die Cymothoida mit anderen früheren Unterordnungen vereinigt. Die neue Systematik ist aber noch nicht überall etabliert und die Flabellifera spielen daher bis zur Klärung der Verwandtschaftsverhältnisse einiger Untergruppen noch eine Rolle in vielen Veröffentlichungen und Darstellungen der Systematik.

## Merkmale
Der Körper ist langgestreckt, ihre Länge variiert von wenigen Millimetern bei den holzbohrenden Limnoriidae bis zu 45 Zentimetern bei den Riesenasseln der Tiefsee. Am Ende des Hinterleibs bilden ein bis fünf freie Segmente das Pleon, zu dem als Abschluss noch das Pleotelson kommt. Dieses ist bei den Flabellifera auffällig lang und breit und bildet zusammen mit den seitlich entspringenden Uropoden einen fächerförmigen Anhang, der Flabellum genannt wird und der Gruppe ihren Namen gab.
Die Augen sind meist groß und gut entwickelt, bei höhlenbewohnenden und Tiefsee-Arten sind sie aber zurückgebildet oder fehlen. Die Mundwerkzeuge sind gewöhnlich robust und für das schneiden, raspeln und gelegentlich zum durchbohren geeignet. Die ersten und zweiten Maxillen sind zweiästig. Ein Rostrum ist nicht ausgebildet.
Die Schreitbeine sind in der Regel gleichartig ausgebildet, bei den Serolidae, einigen Cirolanidae und den Sphaeromatidae Arten können die vorderen Paare mit Scheren oder Greifwerkzeugen ausgestattet sein. Die fünf Paare der breiten und flachen Hinterleibsbeine (Pleopoden) sind gut entwickelt, wobei die zweiten Pleopoden bei männlichen Tieren das Gonopodium bilden.

## Vorkommen und Lebensweise
Die Flabellifera sind weltweit im Meerwasser, Brackwasser und Süßwasser verbreitet. Einige Familien leben räuberisch oder als Aasfresser, wie z. B. die Cirolanidae, Corallanidae und Serolidae, andere sind temporär parasitisch wie die Arten der Familie Aegidae, wieder andere leben dauerhaft als Parasiten an und in Fischen, bekannt dafür sind die Vertreter der Familie Cymothoidae, darunter die Art Cymothoa exigua.
Arten der Familie Limnoriidae bohren in Algen und Holz, dazu gehört auch die Holzbohrassel Limnoria lignorum, die sowohl im, als auch vom Holz der Schiffe und Hafenanlagen lebt. Die Verdauung von Cellulose und Lignin erfolgt durch die Bildung eigener Enzyme und nicht wie bei vielen anderen Organismen unter Mithilfe symbiontischer Bakterien. Die Sphaeromatidae sind ebenfalls Pflanzenfresser bzw. ernähren sich von Kieselalgen und Detritus.

## Systematik

### Familien
Bis zur Revision der Flabellifera im Jahr 2003 umfasste die Gruppe 18 Familien:
- Aegidae White, 1850
- Ancinidae Dana, 1852
- Anuropidae Stebbing, 1893
- Bathynataliidae Kensley, 1978
- Cirolanidae Dana, 1852
- Corallanidae Hansen, 1890
- Cymothoidae Leach, 1814
- Hadromastacidae Bruce & Müller, 1991
- Keuphyliidae Bruce, 1980
- Limnoriidae White, 1850
- Phoratopodidae Hale, 1925
- Protognathiidae Wägele & Brandt, 1988
- Plakarthriidae Hansen, 1905
- Serolidae Dana, 1852
- Sphaeromatidae Latreille, 1825
- Tainisopidae Wilson, 2003
- Tecticipitidae Bruce, 1993
- Tridentellidae Bruce, 1984

### Teilung
2003 wurden die Familien der Flabellifera auf die folgenden fünf neuen Unterordnungen der Asseln aufgeteilt:
- Unterordnung Sphaeromatidea
  - Überfamilie Sphaeromatoidea
    - Familie Ancinidae
    - Familie Sphaeromatidae
    - Familie Tecticipitidae

  - Überfamilie Seroloidea
    - Familie Basserolidae
    - Familie Bathynataliidae
    - Familie Plakarthriidae
    - Familie Serolidae
- Unterordnung Limnoriidea
  - Überfamilie Limnorioidea
    - Familie Hadromastacidae
    - Familie Keuphyliidae
    - Familie Limnoriidae
- Unterordnung Phoratopidea
  - Familie Phoratopodidae
- Unterordnung Tainisopidea
  - Familie Tainisopidae
- Unterordnung Cymothoida
  - Überfamilie Cymothooidea
    - Familie Aegidae
    - Familie Anuropidae
    - Familie Barybrotidae (enthält nur Barybrotes indus)
    - Familie Cirolanidae
    - Familie Corallanidae
    - Familie Cymothoidae
    - Familie Gnathiidae
    - Familie Protognathiidae
    - Familie Tridentellidae

Die Familie Gnathiidae stammt aus der früheren Unterordnung Gnathiidea. Zur Überfamilie Cymothooidea innerhalb der Cymothoida kommen noch die Überfamilien Bopyroidea und Cryptoniscoidea mit den Familien der früheren Epicaridea. Eine weitere Überfamilie der Cymothoida sind die Anthuroidea, die aus den Familien der früheren Unterordnung Anthuridea bestehen.